# Tietmaro di Meißen
Tietmaro III di Meißen, in tedesco Thietmar, (925 – 3 agosto 979) è stato un nobile tedesco, margravio di Meißen dal 970 sino alla propria morte.

## Biografia
Tietmaro era il maggiore di tre fratelli, figli di Cristiano di Turingia e di Hidda, figlia di Tietmaro di Merseburgo e sorella di Gero il Grande e Sigfrido di Merseburgo. Suoi fratelli erano l'arcivescovo Gerone di Colonia e Oddone I della marca Orientale sassone.
Il 29 agosto 970, Tietmaro e Gerone fondarono l'abbazia di Nienburg. Tra il 971 ed il 975, esso divenne monastero reale. Venne spostato quindi da Nienburg al Saale alle foci del Bode, dove Tietmaro venne sepolto. Negli anni precedenti, Tietmaro e Gerone avevano fatto numerose donazioni a favore del monastero.
Nel 951, venne per la prima volta indicato con il titolo di conte del Gau Serimunt. Tra il 951 ed il 978, fu conte di Schwabengau. Tietmaro venne succeduto da Rikdag.

## Famiglia e figli
Sposò Schwanehilde (Suanhilde), figlia di Ermanno Billung, duca di Sassonia, dalla quale ebbe un figlio:
- Gerone, che succedette allo zio Odo I per divenire margravio della marca orientale sassone.

Schwanehilde (Suanhilde) in seguito si risposò con Eccardo I, anch'egli margravio di Meißen.